# Al-Annazah, Huyện Tartus
Al-Annazah (tiếng Ả Rập: العنازة) là một ngôi làng Syria nằm ở huyện Tartus, Tartus. Theo Cục Thống kê Trung ương Syria (CBS), Al-Annazah có dân số 1.944 trong cuộc điều tra dân số năm 2004.